# Charmensac
Charmensac (Okzitanisch: gleicher Name) ist eine französische Gemeinde mit 72 Einwohnern (Stand 1. Januar 2022) im Département Cantal in der Region Auvergne-Rhône-Alpes; sie gehört zum Arrondissement Saint-Flour.

## Geografie
Charmensac liegt rund 20 Kilometer nördlich der Kleinstadt Saint-Flour innerhalb des Regionalen Naturparks  Volcans d’Auvergne.

## Geschichte
Die Gemeinde gehört historisch zur Region Cézallier innerhalb der Auvergne. Charmensac gehörte von 1793 bis 1801 zum District Murat und war von 1793 bis 2015 Teil des Kantons Allanche.

## Bevölkerungsentwicklung
| Jahr                       | 1962 | 1968 | 1975 | 1982 | 1990 | 1999 | 2006 | 2019 |
| -------------------------- | ---- | ---- | ---- | ---- | ---- | ---- | ---- | ---- |
| Einwohner                  | 198  | 164  | 140  | 118  | 118  | 130  | 99   | 87   |
| Quellen: Cassini und INSEE |      |      |      |      |      |      |      |      |

## Sehenswürdigkeiten
- Kirche Saint-Cyr et Sainte-Julitte
- Kapelle Saint-Jacques in Le Bru (14. Jahrhundert)
- Ruinen des Schlosses Château de Charmensac
- restaurierte Öfen in Charmensac und La Pironnet
- Aussichtspunkt in Le Cuze

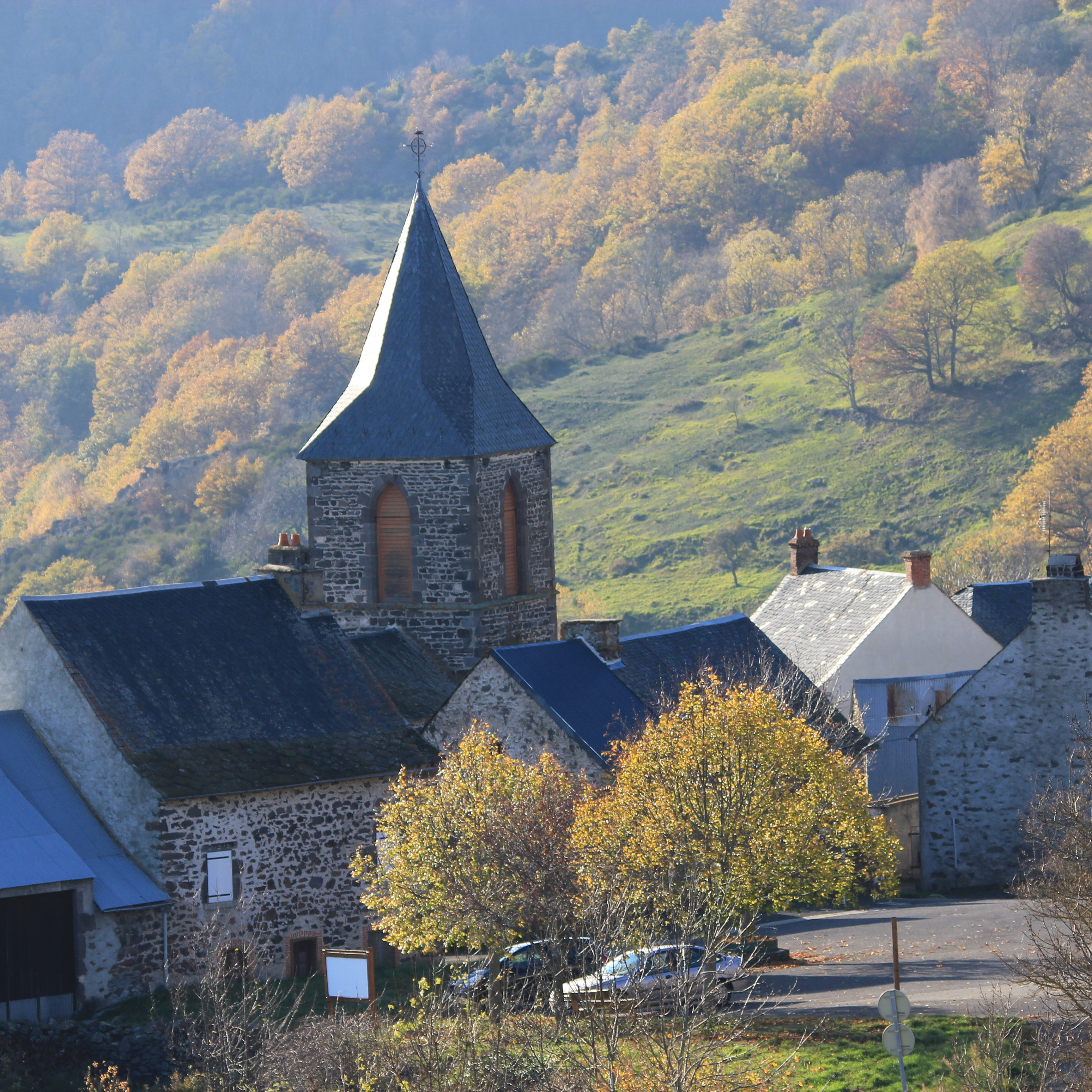
Kirche Saint-Cyr et Sainte-Julitte
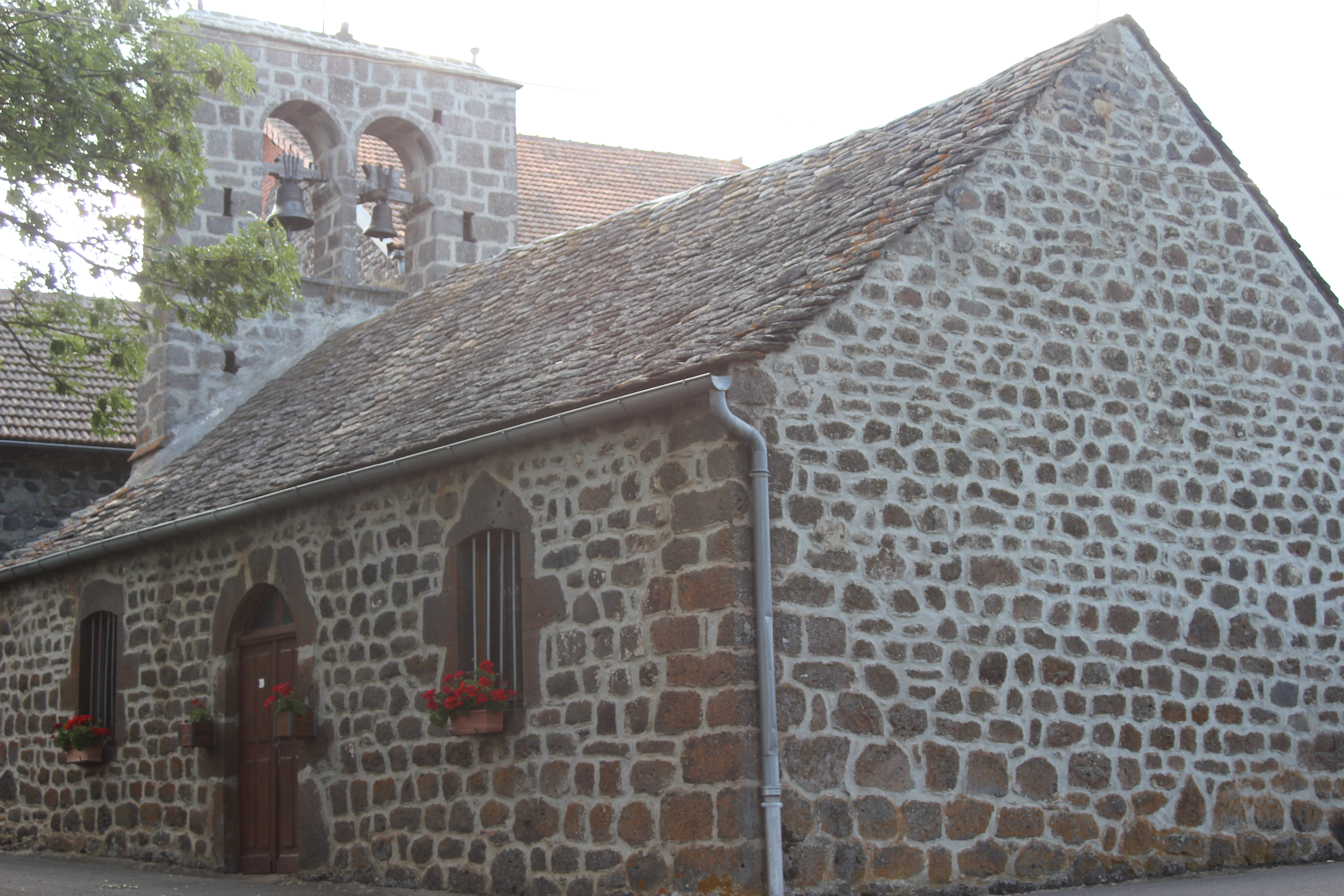
Kapelle Saint-Jacques